# Kościół Matki Bożej Różańcowej w Żabowie
Kościół Matki Bożej Różańcowej w Żabowie – katolicki kościół parafialny zlokalizowany we wsi Żabowo w gminie Nowogard, w powiecie goleniowskim (województwo zachodniopomorskie).

## Historia i architektura
Utrzymany w stylu neoromańskim kościół został zbudowany w 1847 roku. Murowany z ciosów granitowych, rozplanowany został na rzucie prostokąta, z wydzielonym trójbocznie zamkniętym prezbiterium od strony wschodniej. Obramowania okien oraz obiegający wyższą partię budowli fryz wykończono z cegły. Nawa nakryta jest dwuspadowym, ceramicznym dachem. W szczycie ściany zachodniej, powyżej wejścia, znajduje się okrągłe okno. Powyżej z korpusu wyrasta ceglana wieża z biforium i wolim okiem w ścianie wschodniej i zachodniej oraz pojedynczymi oknami w ścianach bocznych. Wieża nakryta jest dwuspadowym dachem ze strzelistą sygnaturką.
Wnętrze kościoła nakryte jest drewnianym, belkowanym stropem. Nie zachowały się żadne elementy historycznego wyposażenia. Nad wejściem znajduje się drewniana empora. W prezbiterium umieszczony został obraz przedstawiający Matkę Bożą Różańcową, wstawiony w ościeże środkowego okna. Na oddzielającej prezbiterium od nawy belce tęczowej znajdują się dwie figury klęczących aniołów, adorujących Ducha Świętego pod postacią gołębicy.
Po II wojnie światowej kościół został konsekrowany jako świątynia katolicka w dniu 28 października 1945 roku przez księdza Bogdana Szczepanowskiego TChr. Od 1985 roku jest kościołem parafialnym.